# 劍魚座
劍魚座（Dorado，西班牙語的鬼頭刀魚）是一個南天星座。

## 歷史
劍魚座是荷蘭航海家彼得·德克·凱澤和弗雷德里克·德·豪特曼於1595至1597年間所命名的12個星座之一，於1603年被收錄於約翰·拜耳的《測天圖》內。象徵海洋生物劍魚。
銀河系的伴星系大麥哲倫雲的大部份位於劍魚座天區內，其餘部份則在山案座天區內。除此以外，南黃極（請參看黃道座標系統）亦是處於劍魚座之內。

## 恒星

### 巴耶恆星命名法中的恆星
| 名稱     | 視星等 |
| -------- | ------ |
| 劍魚座α  | 3.30   |
| 劍魚座β  | 3.76   |
| 劍魚座γ  | 4.26   |
| 劍魚座δ  | 4.34   |
| 劍魚座ε  | 5.10   |
| 劍魚座ζ  | 4.71   |
| 劍魚座η1 | 5.72   |
| 劍魚座η2 | 5.01   |
| 劍魚座θ  | 4.81   |
| 劍魚座κ  | 5.28   |
| 劍魚座λ  | 5.14   |
| 劍魚座ν  | 5.06   |
| 劍魚座π1 | 5.56   |
| 劍魚座π2 | 5.37   |

### 弗蘭斯蒂德恆星命名法中的恆星
| 名稱     | 視星等 |
| -------- | ------ |
| 劍魚座28 | 5.34   |
| 劍魚座36 | 4.65   |

### 其他著名恆星
- 劍魚座S 9.721 – 大麥哲倫雲中一顆光變極不規則的高光度特超巨星，劍魚座S型變星之原型。
- SN 1987A – 1987年發現，為刻卜勒超新星後四百年來最亮的一次超新星爆发。
- 劍魚座R 5.73 – 蒭藁增二型長週期變星，直徑達二億五千萬公里，體積達太陽370陪，若放在太陽系中心則足以覆蓋至火星軌道，為人類發現體積最大的恒星之一。[永久]

## 深空天體

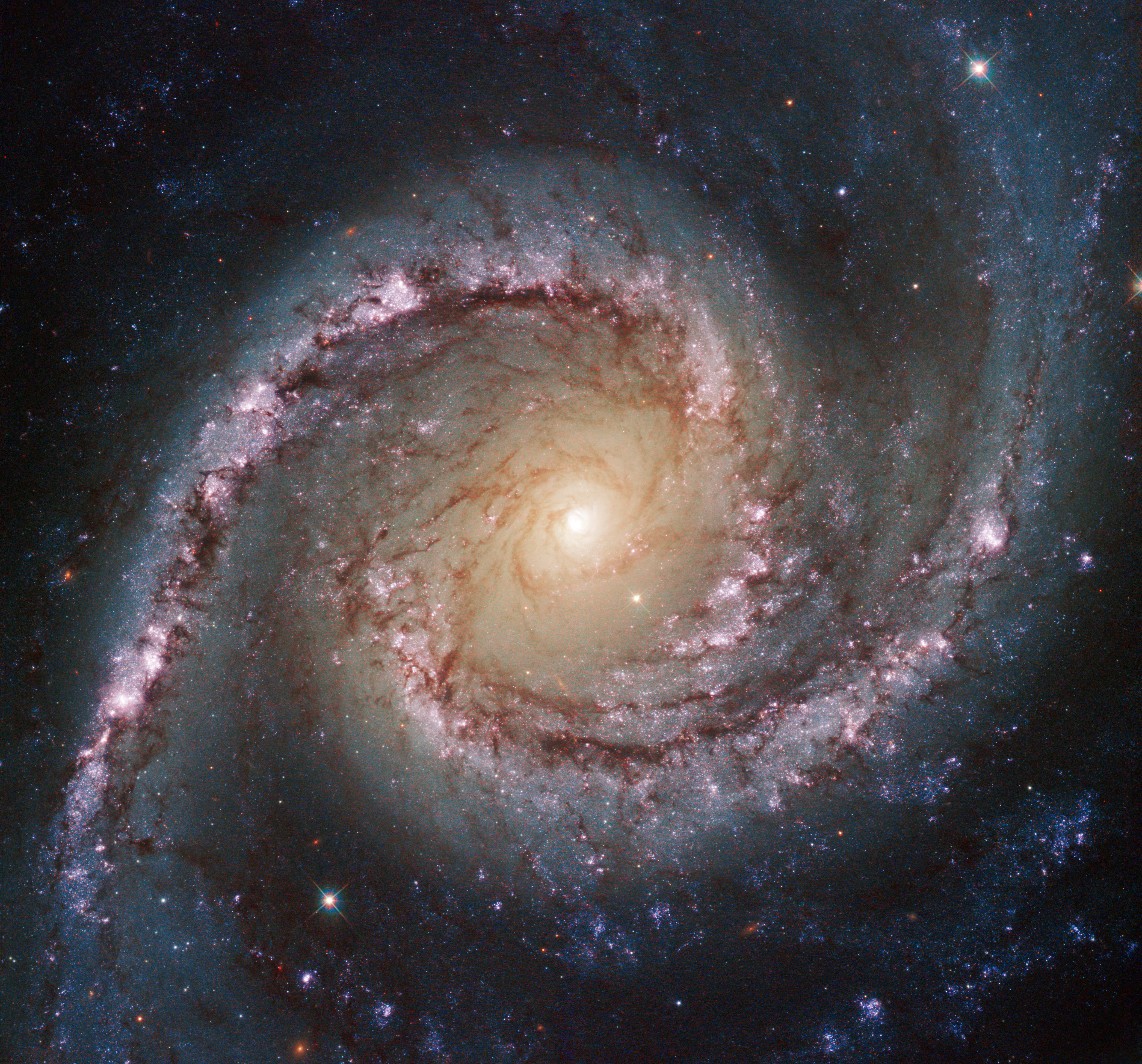
NGC 1566是一個中間螺旋星系。

因為劍魚座天區包含一部分的大麥哲倫雲，所以此天區的深空天體也較為豐富。以下所有天球座標都跟隨J2000.0曆元為準。
- NGC 1566（RA 04h 20m 00s Dec -56° 56.3′）Skyview image是一個面向我們的螺旋星系。NGC 1566星系群的名稱從此而來。
- NGC 1755（RA 04h 55m 13s Dec -68° 12.2′）Skyview image一個球狀星團。
- NGC 1763（RA 04h 56m 49s Dec -68° 24.5′）Skyview image一個光亮的星雲，有3顆B型星在其中。
- NGC 1820（RA 05h 04m 02s Dec -67° 15.9′）Skyview image一個疏散星團。
- NGC 1850（RA 05h 08m 44s Dec -68° 45.7′）Skyview image一球狀星團。
- NGC 1854（RA 05h 09m 19s Dec -68° 50.8′）Skyview image一球狀星團。
- NGC 1869（RA 05h 13m 56s Dec -67° 22.8′）Skyview image一疏散星團
- NGC 1901（RA 05h 18m 15s Dec -68° 26.2′）Skyview image一疏散星團。
- NGC 1910（RA 05h 18m 43s Dec -69° 13.9′）Skyview image一疏散星團。
- NGC 1936（RA 05h 22m 14s Dec -67° 58.7′）Skyview image一個光亮星雲，附近有其他3個NGC天體：NGC 1929, NGC 1934及NGC 1935。
- NGC 1978（RA 05h 28m 36s Dec -66° 14.0′）Skyview image一疏散星團。
- NGC 2002（RA 05h 30m 17s Dec -66° 53.1′）Skyview image一疏散星團。
- NGC 2027（RA 05h 35m 00s Dec -66° 55.0′）Skyview image一疏散星團。
- NGC 2032（RA 05h 35m 21s Dec -67° 34.1′）（Seagull Nebula）Skyview image是一個複合星雲，包含四個NGC天體：NGC 2029, NGC 2032, NGC 2035及NGC 2040.
- NGC 2070（RA 05h 38m 37s Dec -69° 05.7′）一般稱為"蜘蛛星雲"。
- NGC 2080又稱“鬼頭星雲”，是大麥哲倫星雲中寬50光年的發射星雲。NGC 2080因擁有兩個不同的白色斑塊而得名，這兩個白色斑塊是近期恆星形成的區域。西部因雙電離氧而呈綠色，南部因氫α發射而呈紅色，中心區域因氧和氫同時發射而呈黃色。西部白色斑塊A1內部有一顆最近形成的巨大恆星，東部區域A2的塵埃中隱藏著幾顆恆星[2]。
- NGC 2164（RA 05h 58m 53s Dec -68° 30.9′）Skyview image一球狀星團。